# Нос (судостроение)
Нос — передняя часть судна (корабля), противоположная корме. 
На начало XX столетия нос корабля (судна) был прямой (у большинства боевых судов того времени), таранный (шпиронный) — весьма распространенный во второй половине XIX столетия, но оставленный, и с княвдигетом (разваливающийся вперед), принятый в деревянном судостроении и сохранившийся в тот период времени у яхт. Нос корабля называется у латинян ростра, а у голландцев — гальюн, на Руси (в России) передняя часть, нос речного судна — ки́чка.

## Устройство
Нос (прора (πρώρα), передняя часть) корабля (судна) устроен таким образом, чтобы снизить сопротивление воды. Передняя оконечность носа корабля (судна) называется форште́вень (от нидерл. Vorsteven) — деревянная или стальная балка в носу корабля (носовая деталь судового набора), вертикальная или немного наклонённая вперёд, а у некоторых судов — назад, являющаяся продолжением киля вверх, на которой закреплена наружная обшивка носовой оконечности корпуса судна (корабля) и которая в нижней части переходит в киль. 
На стальных судах (кораблях) форштевни делаются кованными или литыми. Кованные устанавливаются преимущественно на торговых судах, литые — на военных кораблях. Как те, так и другие бывают разных конструкций. На деревянных судах форштевень делается в зависимости от типа и размеров судна из одного бруска дерева твёрдой породы, обычно — дуба, или нескольких — точно пригнанных друг к другу и соединённых между собой брусьев. Форштевень ледокола (как правило, литая, стальная балка с жёлобом в передней части, исключающим «сползание» ледокола в сторону) имеет наклон, обеспечивающий «вползание» ледокола на льдину под воздействием силы винтов. Например, у атомохода ледокола «Ленин» масса форштевня — около 70 тонн, он сварен из нескольких кусков литой стальной балки. Иногда форштевень называют «водорез» или «грен».
Острый, выдающийся вперёд подводный длинный нос галеры — шпиро́н, позже — и название тарана у броненосных кораблей XIX и начала XX столетия. 
Корпус корабля (судна) в районе носа имеет усиленный набор, что даёт судну (кораблю) возможность штормовать носом к волне и ветру и производить первое касание к причалу носовой частью судна (скулой судна) во время швартовых операций. Также, по этой причине, в случае, когда судно не может избежать столкновения с другим судном или с прочими препятствиями (скалы, рифы, прочие плавающие предметы, причал), желательно первый удар принять носом (или на нос).
Круглая (или другой формы) дыра в носу (и других местах) корабля, обитая свинцом или медью, в которую проходит якорный канат (цепь), — клюз.
Княвдигет — носовая кница, служащая опорой для бушприта и дающая архитектурное оформление носу корабля, ранее на старинных парусных судах выдающаяся вперед наделка в верхней части форштевня (водореза), которая служила опорой для гальюна (имела собственное название — лисель-индигет) и к которой присоединялось носовое украшение, резная скульптура (фигура) кого-либо.
- В старину на носу корабля закреплялись фигурные ростры.
- В эпоху парусного флота на носу размещался гальюн, а носовой свес украшала гальюнная фигура.
- Нос некоторых военных кораблей выполнялся как таран.
- Для уменьшения сопротивления нос некоторых судов имеет бульб.

## Разновидности
Суда делятся традиционно на прямофортевники — это суда с ложкообразным штевнем и клиперштевнем. В последнее время ложкообразные штевни с большими носовыми свесами потеряли популярность. Сейчас в моде больше клиперштевневые носы.
Формы носовых частей судна:
- ложкообразный штевень;
- современный наклонный штевень;
- клиперштевень;
- прямой штевень;
- транцефый нос (форшпигель)[10].

Существуют различные виды носа у кораблей:
- en:Tumblehome
- Приподнятая носовая палуба
- Обратный отвес
- Conventional clipper
- Опущенный носовой отвес
- Приподнятый носовой отвес
- Инверсный нос
  - X-Bow (разработки Ulstein Group, с 2006)[13][14]
  - Таран
- Бульб